# Kulturhistorisk medieforskning
Kulturhistorisk medieforskning är ett mångdisciplinärt forskningsfält som vuxit fram till stor del som en kritik mot den typ av mediehistoria som utformats inom Medie- och kommunikationsvetenskap (MKV). 
Den kulturhistoriska medieforskningen har förespråkat ett vidgat mediebegrepp. Det är en reaktion mot ett ensidigt fokus på 1900-talets massmedier. Kulturhistoriska medieforskare har framhållit att eftersom kommunikation är en del av varje mediebegrepp är det svårt att inskränka mediebegreppet till traditionella massmedier såsom tidningspressen. Till exempel så var laterna magican och panoramat populära massmedier på 1800-talet, där en stor publik bjöds in att se bilder projiceras på väggar med en mystisk teknik eller panoramats möjlighet att visa nyskapande visuella framställningar. På så sätt har den kulturhistoriska medieforskningen i tidigare medielandskap hittat andra sätt att sprida information vilket föreslår att den så kallade informationsåldern inte uppstod med 1900-talets massmedier.
Framlyftande av andra medier har också lett till en kritik mot påståenden om nittonhundratalets medier som revolutionerande, 1800-talets fotografi var också en revolutionerande nyhet som förändrade hur till exempel hur man arkiverade och förstod minnen. Utvecklingen av 1700-talets skriftkultur inom den politiska administrationen kan liknas med internets förändring av tillgång till information och möjlighet till deltagande.
Samtidigt har en kritik riktats mot att den kulturhistoriska forskningens enda mål är att historisera. Till exempel har viljan att historisera lett till en inflation av fallstudier som inte bidrar med något allmänt förklaringsvärde. Detta hänger ihop med den kulturella vändningen under 1980- och 90-talet som delvis handlar om att motsäga sig stora allmängiltiga teorier om långa historiska processer. Inom medie- och kommunikationsvetenskap är en sådan bred förklaringsmodell medialiseringsteori, som förutsätter en allt ökande medialisering i samhället. 
Den kulturella vändningen har bidragit till kritik mot vad man uppfattat som ett fokus på framgångsrika medier inom medie- och kommunikationsvetenskap. Detta ger en historieskrivning som är konfliktfri och inriktad på segrande medier. Det resulterar i en tillrättalagd historeskrivning där historien förstås retroaktivt, man fokuserar bara på de medier som man i efterhand vet fått stor betydelse och att det var förutbestämda att få den betydelse de fick. I en sådan historiesyn pekar LP-skivan framåt mot kassettbanden som i sin tur pekar mot cd-skivan som i sin tur pekar mot mp3-filen och så vidare.